# Milton Obote
Milton Obote, né le 28 décembre 1925 et mort le 10 octobre 2005, est un homme politique ougandais. Président de la république d'Ouganda à deux reprises, il est considéré comme le « père de l'indépendance » de son pays.
Il fonde le Congrès du peuple ougandais (UPC) en 1960. Après l'indépendance de l'Ouganda en 1962, il devient Premier ministre. En 1966, il remporte une lutte de pouvoir contre le roi Muteesa II et devient président, mettant en place un régime dictatorial avec l'UPC comme parti unique. Il est renversé par Idi Amin Dada dans un coup d'État en 1971 et s'installe en exil en Tanzanie.
À la suite du renversement d'Idi Amin lors de la guerre ougando-tanzanienne, il revient au pouvoir, en 1980, à l’issue d'une élection (en). L'opposition rejette le résultat et monte une guerre de brousse contre le gouvernement. Pendant la guerre, en 1985, Obote est renversé une seconde fois par un deuxième coup d'État. Obote vit le reste de sa vie en exil.

## Biographie

### Enfance et éducation
Milton Obote naît à Akokoro, dans la région d'Apac (en) dans le nord de l'Ouganda. Il est le troisième de neuf enfants d'un chef de tribu du clan Oyima des Lango. En 1940, il intègre l'école missionnaire protestante de Lira, puis le lycée de Gulu, le Busoga College (en) et l'université Makerere. Il veut étudier le droit, qui n'est pas une matière proposée à l'université, et s'oriente finalement vers une filière artistique qui inclut des cours d'anglais et de géographie. À l'université Makerere, il fait ses débuts militants. La raison de la fin de ses études n'est pas connue : selon les sources, il est renvoyé de l'établissement pour avoir participé à une grève étudiante, ou arrête ses études quand il ne reçoit pas la bourse dont il a besoin pour étudier le droit à l'étranger. Il travaille dans le Buganda puis déménage au Kenya, où il est employé du bâtiment pour une entreprise d'ingénierie.

### Débuts en politique
Alors qu'il est au Kenya, Obote s'implique dans le mouvement d'indépendance du Kenya. En 1956, il retourne en Ouganda et intègre le parti du Congrès national de l'Ouganda (en). En 1957, il est élu au conseil législatif local. En 1959, le Congrès national de l'Ouganda se sépare en deux factions ; celle dirigée par Obote fusionne avec l'Union du peuple ougandais pour former le Congrès du peuple ougandais.
Obote représente le Congrès du peuple ougandais à la conférence constitutionnelle ougandaise (en) organisée à Lancaster House en 1961, aux côtés de A. G. Mehta (en). Cette conférence est organisée par le gouvernement britannique pour préparer l'indépendance ougandaise.

### Premier ministre de l'Ouganda

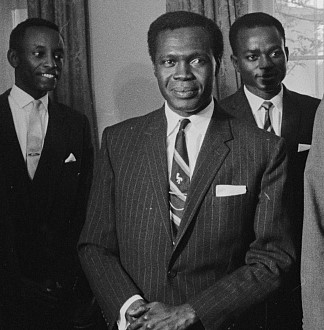
De gauche à droite :, Obote et John Kakonge en 1962.

À l'approche des élections suivant l'indépendance de l'Ouganda, Obote forme une coalition avec Kabaka Yekka (en), le parti royaliste bougandais. Les deux partis obtiennent ensemble une majorité parlementaire et Obote devient premier ministre du pays le 25 avril 1962, nommé par le gouverneur général Walter Coutts (en). L'année suivante, le poste de gouverneur général est remplacé par un poste de président élu par le parlement. Muteesa II, le roi du Bouganda, accède au poste honorifique président, tandis qu'Obote reste premier ministre.
En novembre 1963, Milton Obote épouse Miria Kalule, avec qui il a quatre enfants.
En janvier 1964, une mutinerie a lieu à la caserne de Jinja, deuxième plus grande ville de l'Ouganda qui abrite le premier bataillon de l'armée ougandaise (1962-1971) (en). Plusieurs autres mutineries ont lieu dans d'autres pays d'Afrique de l'Est et toutes nécessitent une intervention de l'armée britannique. Avant l'arrivée des troupes, Obote envoie son ministre de la défense Felix Onama (en) négocier avec les mutins. Onama est pris en otage et accepte plusieurs revendications, qui incluent une augmentation considérable des salaires et une promotion rapide de nombreux officiers, dont Idi Amin Dada.
En 1965, Obote interdit aux Kenyans d'accéder à des postes importants dans le gouvernement. En 1969, il ordonne l'expulsion des Kenyans vivant en Ouganda.
Pendant qu'il est premier ministre, Obote est impliqué dans le scandale de l'or (en), une affaire de contrebande d'or, en partenariat avec Idi Amin, à l'époque vice-commandant des forces armées ougandaises. Quand le Parlement demande la démission d'Amin et une enquête sur Obote, il suspend la constitution et se déclare président du pays en mars 1966 ; dans le cadre d'un état d'urgence, il s'arroge presque tous les pouvoirs. Plusieurs membres de son gouvernement, dirigeants de factions rivales au sein du parti, sont arrêtés et emprisonnés sans motif. Obote déclenche la crise de Mengo (en) en ordonnant une invasion armée du palais de Muteesa, et celui-ci part en exil. En 1967, le Parlement adopte une nouvelle loi qui abolit la structure fédérale établie par la Constitution signée à l'indépendance et donne tous les pouvoirs au président du pays.

### Première présidence de l'Ouganda
Le 19 décembre 1969, une tentative de meurtre d'Obote est déjouée. Mohamed Sebaduka tire sur le président alors qu'il quitte la conférence annuelle des délégués du Congrès du peuple ougandais au stade Lugogo de Kampala ; la balle casse deux dents d'Obote et ressort par sa joue. Le pistolet de Sebaduka s'enraye et un deuxième assassin, Yowana Wamala, lance une grenade vers le président, mais elle n'explose pas. Sebaduka reçoit une balle tirée par les gardes du corps d'Obote, mais les deux attaquants parviennent à fuir. La police les arrête plus tard et plusieurs membres du Parti démocrate accusent l'ancien premier ministre Benedicto Kiwanuka d'avoir organisé le complot.
Après cette tentative d'assassinat, Obote fait bannir tous les partis d'opposition. L'état d'urgence continue et de nombreux adversaires politiques d'Obote sont condamnés à la prison à vie sans procès. La police secrète d'Obote, la General Service Unit, menée par son cousin, est responsable de nombreux assassinats et de tortures.
En 1969 et 1970, Milton Obote publie une série de pamphlets pour expliquer sa politique sociale et économique. Il résume son approche socialiste dans le document Common Man's Charter (en), justifiant sa politique surnommée le déplacement à gauche (en). En 1970, le gouvernement prend au moins 60% des parts de la plupart des grandes entreprises et des banques du pays. La corruption explose, comme le prix de la nourriture en raison de problèmes réguliers d'approvisionnement. La persécution des commerçants Indiens d'Ouganda (en) contribue à cette hausse des prix.
L'armée ougandaise est financée et entraînée par le gouvernement israélien afin de soutenir le peuple Anyanya au Soudan du Sud, engagé dans une guerilla contre le gouvernement soudanais. Le gouvernement d'Obote refuse de soutenir les rebelles et extradite un mercenaire allemand vers le Soudan, ce qui crée des tensions avec Israël.

### Prise de pouvoir d'Idi Amin Dada
Le coup d'État de 1971 en Ouganda se déroule en janvier 1971, pendant qu'Obote visite Singapour pour la réunion des chefs de gouvernement du Commonwealth. Dans les deux années qui précèdent le coup d'état, les relations entre Obote et le bloc de l'Ouest sont tendues. Il est possible que des pays occidentaux aient au moins été au courant et peut-être activement soutenu le coup d'État,. Il est certain que le gouvernement israélien a activement aidé les forces d'Idi Amin Dada, les troupes israéliennes se déplaçant à Kampala pour occuper les rues de la capitale. La chute du régime d'Obote est célébrée par de nombreux Ougandais.
Une fois mis au courant du coup d'État, Obote se rend immédiatement à Nairobi pour rassembler ses fidèles de l'armée pour s'opposer à Amin. Les autorités kenyannes empêchent ses tentatives de communication, et les soldats pro-Obote ne parviennent pas à organiser une contre-attaque. Les forces d'Admin éliminent rapidement les loyalistes avec une série de purges. Obote déménage alors en Tanzanie, où il reçoit beaucoup plus de soutien de la part du président Julius Nyerere, socialiste et proche d'Obote. Les gouvernements tanzanien et somalien veulent d'abord aider Obote à reprendre le pouvoir en envahissant l'Ouganda depuis la région de Kagera. Le projet est abandonné quand Zhou Enlai, premier ministre chinois, informe les deux gouvernements qu'il s'oppose à une intervention militaire, tandis qu'il est probable qu'Idi Amin reçoive le soutien des pays capitalistes. Nyerere offre des casernes à Obote pour qu'il organise une armée de guérilla pendant son exil en Tanzanie. Des milliers de soutiens d'Obote fuient au Soudan, où ils reçoivent aussi un abri et des camps d'entraînement. Obote déménage au Soudan fin mars 1971 pour préparer son armée rebelle à une invasion.
Les efforts d'Obote sont rendus difficiles par le manque de soutien du peuple ougandais, qui prend parti pour Amin plutôt que pour lui. Même au sein du Congrès du peuple ougandais, des factions refusent de le soutenir. Dans les camps d'entraînement d'Obote, les tensions ethniques et personnelles entravent la formation des soldats. Début 1972, le Soudan signe un accord avec Amin et expulse Obote et ses fidèles, ce qui les met en grande difficulté. Obote ne parvient à regrouper qu'environ un millier de rebelles, pour la plupart mal entraînés. Alors que les tensions s'aggravent entre la Tanzanie et l'Ouganda, Nyerere autorise enfin l'invasion de l'Ouganda de 1972, à laquelle prend part le groupe de Yoweri Museveni, pourtant critique d'Obote. L'invasion est un échec complet et presque tous les rebelles sont capturés ou tués. Cet échec envenime la situation entre Museveni et Obote ; il cause aussi un mouvement international de condamnation de l'invasion, forçant le gouvernement tanzanien à fermer les camps de rebelles et à leur ôter leur soutien. Obote et ses proches partent vivre à Dar es Salam, où ils trouvent des emplois classiques, tandis que ses soldats non gradés sont envoyés à Tabora dans les champs de café.
Au début de 1973, Museveni annonce la formation du Front for National Salvation (en) tandis qu'Obote reconstruit son armée de guérilla. Obote disparaît de la vie publique pendant plusieurs années, vivant dans une villa près de la résidence de Nyerere. Obote réorganise ses forces restantes; il mobilise une « marine » de six bateaux sur le lac Victoria, qui mène des opérations de contrebande pour financer les rebelles et met en place un réseau souterrain en Ouganda. David Oyite-Ojok se voit confier le commandement de cette marine. Malgré tout, son mouvement rebelle reste minoritaire et le soutien populaire revient toujours autant à Idi Amin, notamment parce qu'il n'arrive pas à assassiner ses fidèles et parce qu'Obote lui-même reste très impopulaire en Ouganda, même aux yeux des opposants à Amin.
Toutes les factions rebelles participent à la guerre ougando-tanzanienne de 1978–79 qui aboutit au renversement d'Amin. Les forces d'Amin sont en déroute après la bataille de Kampala. Des fonctionnaires ougandais partout dans le pays fuient pour le Kenya, ce qui précipite l'effondrement de l'administration du pays. Après la chute de Kampala, les combats ne provoquent plus de dommages importants en Ouganda. Les combats continuent jusqu'au 3 juin, date à laquelle les Tanzaniens arrivent à la frontière soudanaise et éliminent ce qui reste de la résistance.

### Deuxième présidence
Yusufu Lule, présent lors de la bataille de Kampala, est pris de court par la chute de la ville et prépare une liste rapide de ministres qui représentent la diversité ethnique du pays. Le 13 avril, Lule arrive par avion à la ville et prend le titre de président de l'Ouganda. En décembre 1980, Obote prend la tête de la commission présidentielle de l'Ouganda (en), le gouvernement provisoire[réf. nécessaire].
Obote revient au pouvoir lors des élections générales ougandaises de 1980 (en), se nommant à la fois président et ministre des finances et provoquant la prise d'armes par plusieurs groupes d'opposition. Ces élections sont largement truquées, et l'armée de résistance nationale (en) de Yoweri Museveni déclenche la guerre de brousse en Ouganda,.
En 1983, le gouvernement Obote lance l'opération Bonanza, une opération militaire qui fait des dizaines de milliers de morts et déplace une grande partie de la population. Les habitants du Nord de l'Ouganda sont accusés d'avoir soutenu la rébellion du premier ministre et empiré les tensions régionales dans le pays. Au total, la guerre de brousse en Ouganda fait entre 100 000 et 500 000 morts, ; en juillet 1985, Amnesty International affirme que plus de 300 000 morts de civils sont dues au régime d'Obote, surtout dans le triangle de Luweero (en).
Le 27 juillet 1985, Obote est destitué. Comme en 1971, il est renversé par ses propres chefs de l'armée, cette fois Tito Okello et Bazilio Olara Okello. Ils règnent quelques mois sur le pays avant la prise de pouvoir par Museveni.

### Fin de vie

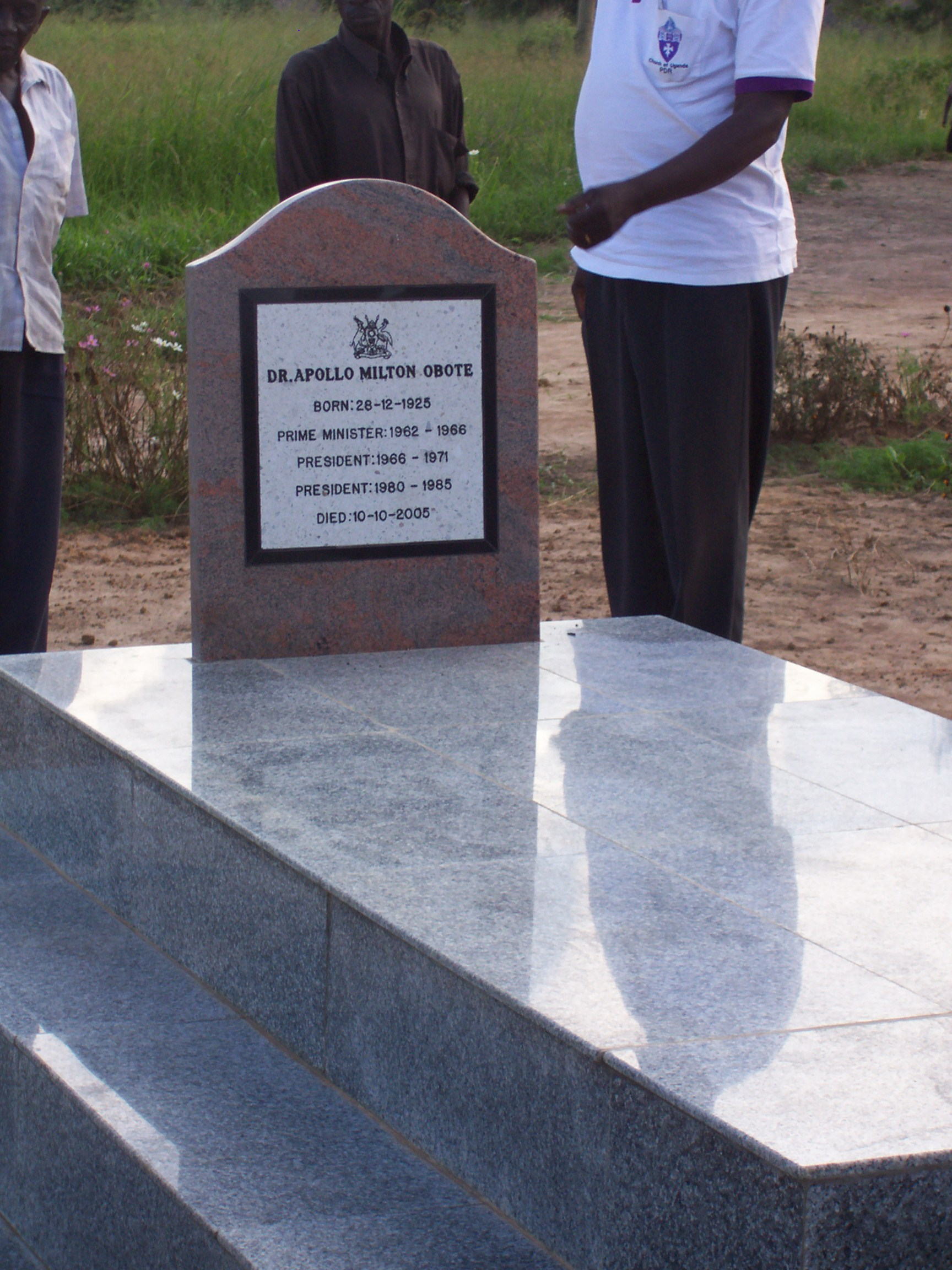
Pierre tombale de Milton Obote.

Le Mouvement de résistance nationale de Museveni remporte la guerre de brousse ougandaise et il devient président ougandais en 1986.
Le couple Obote s'exile alors au Kenya puis en Zambie,. Le 10 octobre 2005, Milton Obote meurt d'une insuffisance rénale à Johannesbourg,. Il a droit à des obsèques nationales organisées par Museveni, une décision appréciée par certains Ougandais et critiquée par d'autres,. À cette occasion, Miria Obote revient en Ouganda en octobre 2005, pour les funérailles puis pour s'y installer définitivement.
En décembre 2005, Miria Obote est élue à la tête du Congrès du peuple ougandais pour remplacer son mari et nommée pour être la prochaine candidate du parti aux élections présidentielles. Elle se présente donc à l'élection générale de 2006 en Ouganda (en) et obtient 0.6% des voix, tandis que Yoweri Museveni est réélu.